# Asura infumata
Asura infumata är en fjärilsart som beskrevs av Felder 1874. Asura infumata ingår i släktet Asura och familjen björnspinnare. Inga underarter finns listade i Catalogue of Life.